# Bjørkelangen
Bjørkelangen is een plaats in, en sinds 1966 het administratieve centrum van, de Noorse gemeente Aurskog-Høland, fylke Akershus. Bjørkelangen telt  3949 inwoners (per 1 januari 2021) en heeft een oppervlakte van 2,86 km².

## Foto's

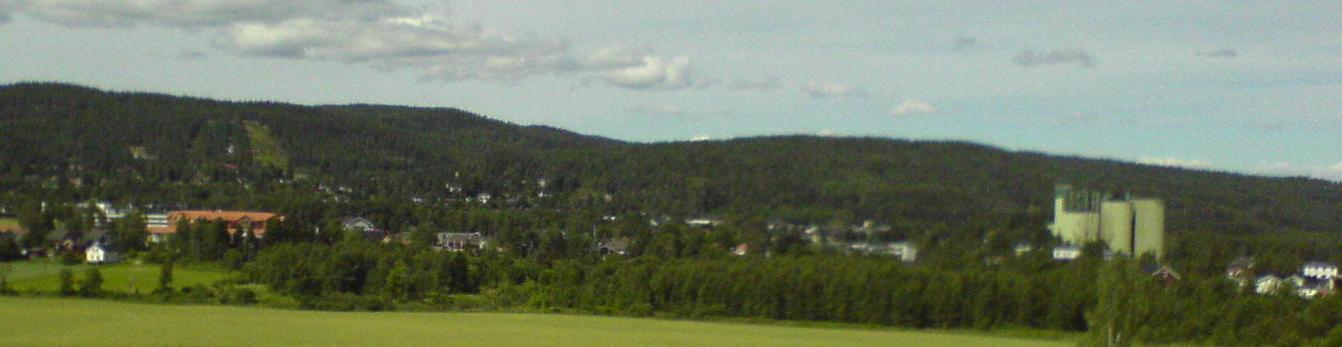
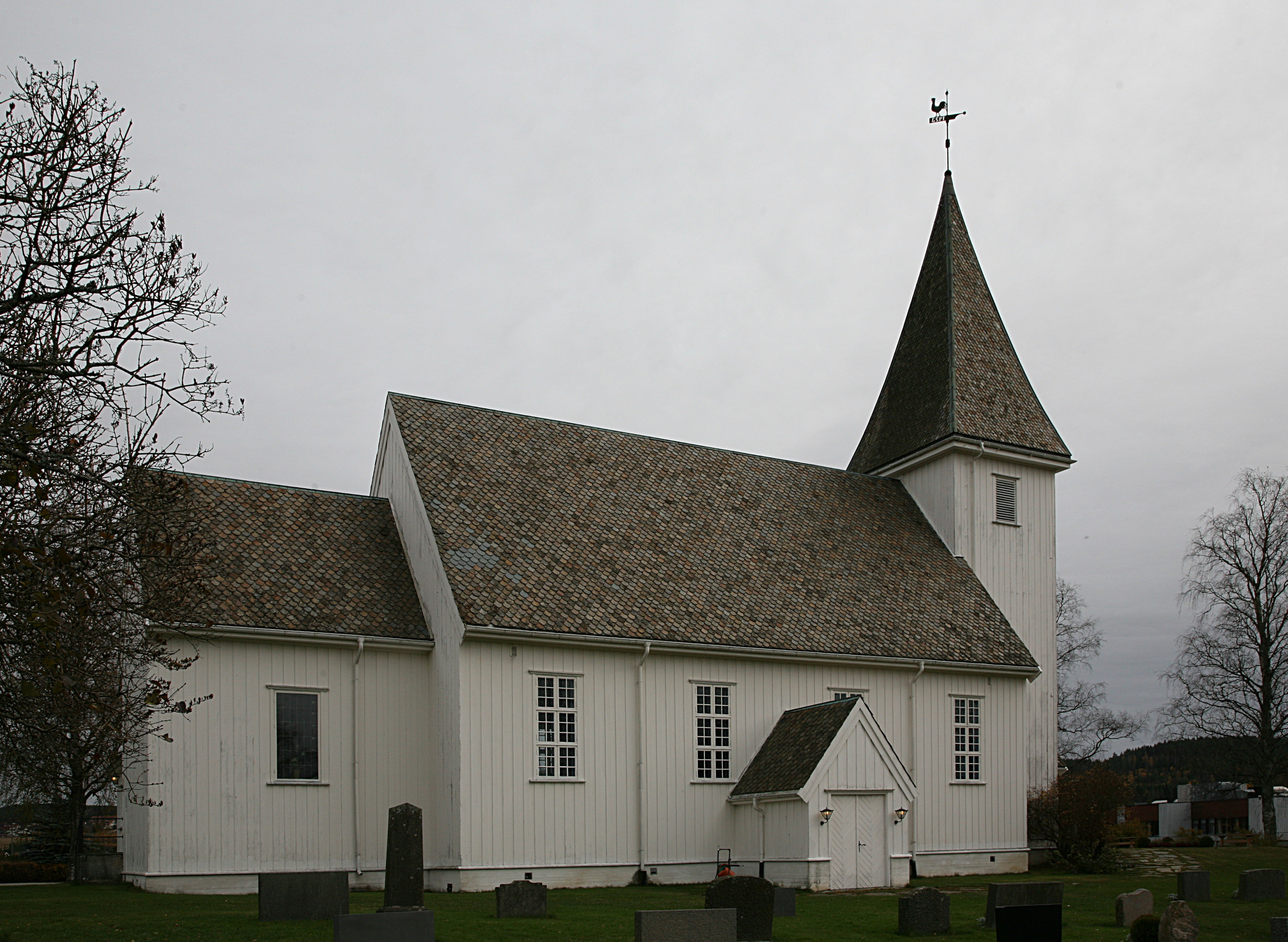
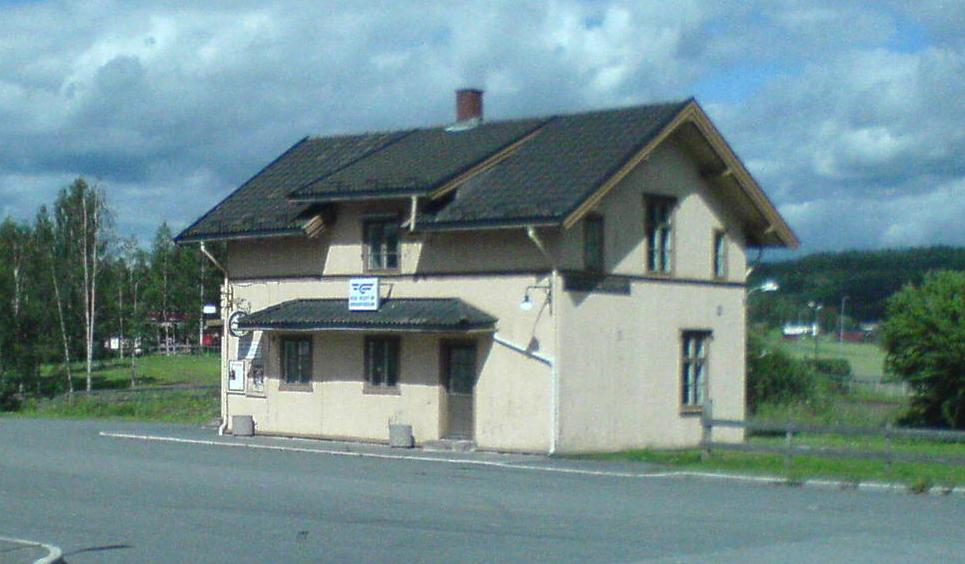
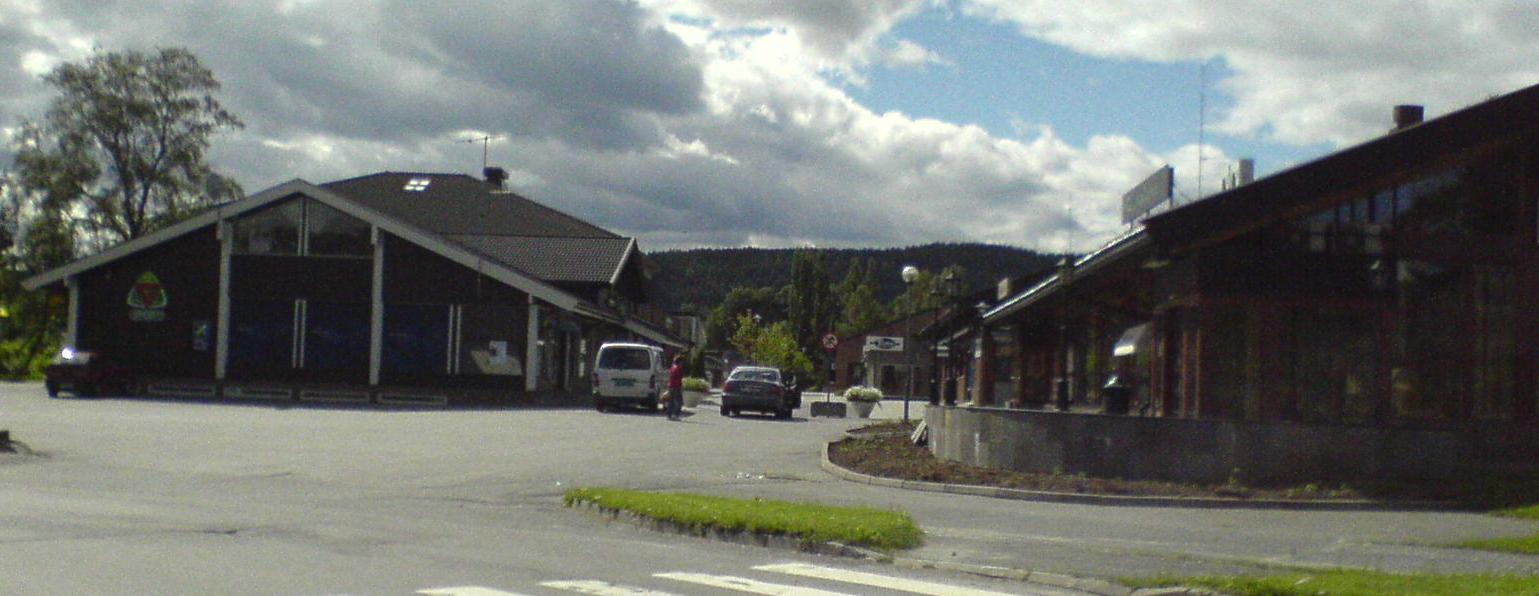
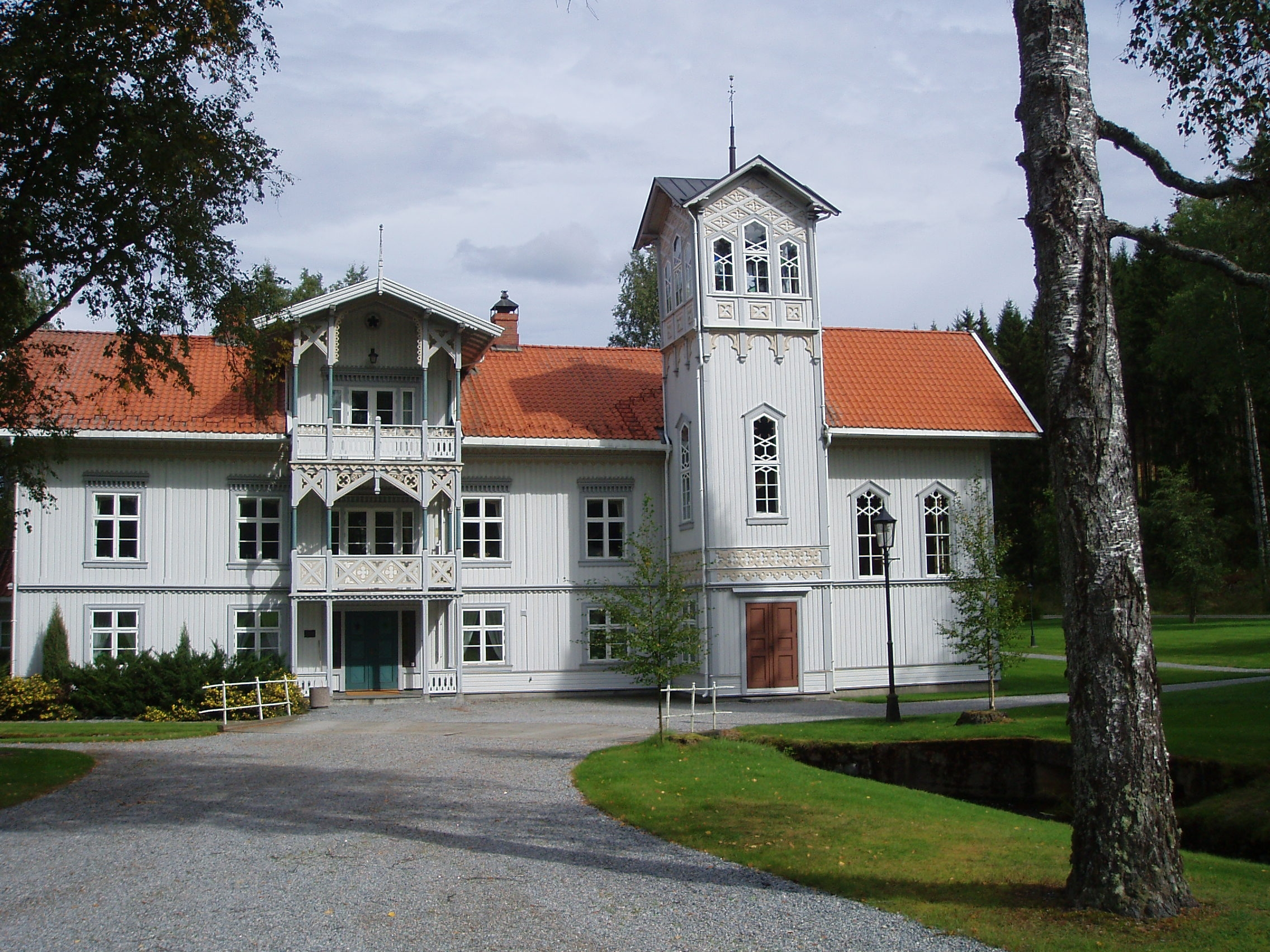